# Токусанхін

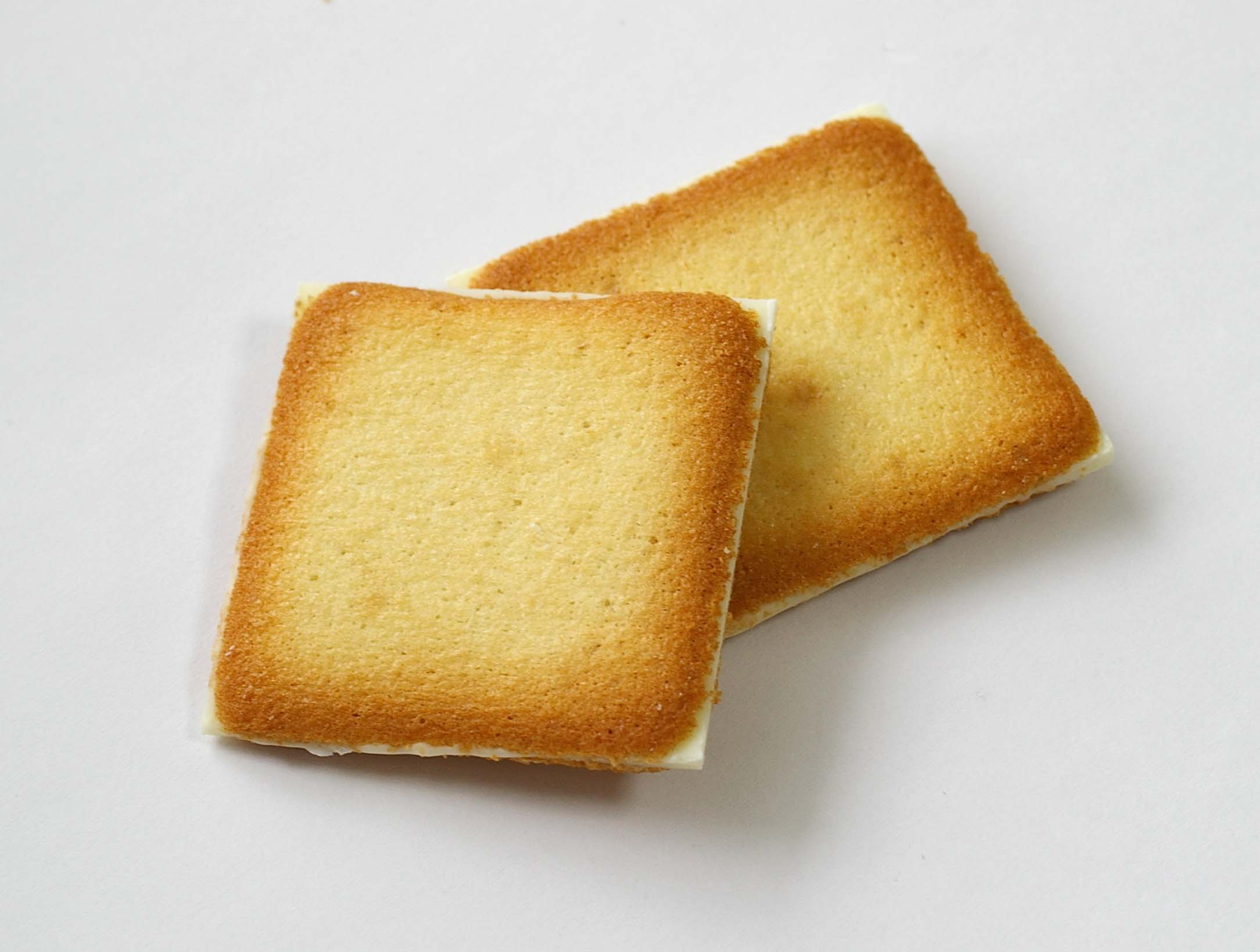
Токусанхін Шірої Койбіто

Токусанхін (яп.特産品, переклад: спеціальні продукти) — продукти, які виробляються або вирощуються лише в певній країні чи регіоні, є репрезентативними для цього регіону. Токусанхіни часто використовують в екібенах і упаковують як оміяге(сувеніри). В Японії токусанхін це категорія мейбуцу.

## Опис
Токусанхін — це продукт, який виробляється в певному регіоні Японії та добре відомий вкраїні як продукт цього регіону. Типові приклади токусанхін включають сільськогосподарську продукцію, морську продукцію та продукти переробки (харчові продукти, вироби ремесел тощо), готові страви місцевої кухні, одяг, іграшки та декоративні елементи тощо. Існує токусанхін, що пов'язано з кліматом, наприклад вирощування мандарин та яблук, а є продукти, що тісно пов'язані з історичним розвитком території, її культурою та особливостями, наприклад, овочі Кіото, японський батат провінції Сацума і старе саке.
Токусанхін популярні серед туристів, але вони продаються по всій країні, експортуються по всьому світу. Останнім часом став популярним рух місцевого виробництва та споживання, який спрямований на розвиток місцевого виробництва.

## Харчові токусанхін
Деякі токусанхін префектур Японії:
- Акіта
  - Набемоно
- Фукуока
  - Ікра минтая
- Фукусіма
  - Кітаката рамен
- Хіросіма
  - Моміджі манджю
- Хоккайдо
  - Шіроі коібіто
  - Ройс (шоколад)[en]
- Кобе
  - Кастела
- Кіото
  - Ятсухаші
- Міє
  - Омар
  - Мацусакська яловичина[en]
- Нагоя
  - Хатчо місо
- Ніїґата
  - Ноппе
- Осака
  - Такоякі
  - Окономіякі
  - Чінсуко
- Сіґа
  - Яловичина Омі[en]
- Сікоку
  - Санукі удон
- Токіо
  - Токійський банан
- Ямаґата
  - Імоні
  - Яловичина Йонезава